# Időszakos böjt
Az időszakos böjt a különböző étkezési időbeosztások bármelyike, amely az önkéntes böjt (vagy csökkentett kalóriabevitel) és a nem böjtölés között váltakozik egy adott időszakban. Az időszakos böjt módszerei közé tartozik a többnapos böjt, az időszakos böjt, mint például az 5:2-es diéta, és a napi, időben korlátozott étkezés.
Az időszakos böjtöt tanulmányozták annak megállapítására, hogy csökkentheti-e az étrenddel összefüggő betegségek, például a metabolikus szindróma kockázatát. Egy 2019-es áttekintés arra a következtetésre jutott, hogy az időszakos böjt segíthet az elhízás, az inzulinrezisztencia, a diszlipidémia, a magas vérnyomás és a gyulladások kezelésében. Előzetes bizonyítékok vannak arra, hogy az időszakos böjt általában biztonságos.
Az időszakos böjtölés káros hatásait nem vizsgálták átfogóan, ezért egyes akadémikusok rámutattak annak kockázatára, mint az étrendi divatra. A böjt különféle vallási gyakorlatokban létezik, beleértve a buddhizmust, a kereszténységet, a hinduizmust, az iszlámot, a dzsainizmust és a judaizmust.

## Története
A böjt ősi hagyomány, amelyet évszázadok óta számos kultúra és vallás gyakorol. Az elhízás kezelésére szolgáló terápiás szakaszos böjtöt legalább 1915 óta vizsgálják, és az orvosi közösség az 1960-as években újra érdeklődést mutatott, miután Bloom és munkatársai „lelkes jelentést” tettek közzé. Az időszakos böjtök vagy "rövid távú éhezési periódusok" 1 és 14 nap között változtak ezekben a korai tanulmányokban. Ez a lelkesedés behatolt a laikus folyóiratokba, ami arra késztette a kutatókat és a klinikusokat, hogy óvatosak legyenek az orvosi felügyelet nélküli időszakos böjtök használatára vonatkozóan.

## Időszakos böjt
Az időszakos böjt (intermittent fasting) egy olyan étkezési stratégia, amely az étkezés és a böjtölés váltakozásán alapul. Ez a módszer egyre népszerűbb az egészséges életmód hívei körében, mivel nemcsak a testsúlycsökkenést támogatja, hanem a szervezet anyagcseréjére és általános egészségi állapotára is jótékony hatással lehet.

#### Az időszakos böjt típusai:
1. 16/8 módszer: Ez az egyik legnépszerűbb időszakos böjt forma, amely napi 16 órás böjtöt és 8 órás étkezési ablakot foglal magában. Ezt a módszert sokan azért kedvelik, mert viszonylag könnyen beilleszthető a mindennapokba [1].
2. 5:2 diéta: Ebben a változatban a hét öt napján normál étkezés zajlik, míg két napig csökkentett kalóriabevitel jellemző, tipikusan 500-600 kalória naponta [1].
3. 24 órás böjt: Hetente egyszer 24 órás teljes böjt, például egyik nap vacsorától a következő napi vacsoráig [1].
4. Váltakozó napos böjt: Minden másnap böjtölés. Ez a forma nagyobb kihívást jelenthet, mivel a kalóriahiány jelentősebb [1].

#### Az időszakos böjt előnyei:
- Testsúlycsökkenés: Az időszakos böjt csökkentheti a napi kalóriabevitelt, ami fogyáshoz vezethet. A böjt alatt a test zsírraktárait használja fel energiaként [2].
- Javuló anyagcsere: Néhány kutatás szerint az időszakos böjt javíthatja az inzulinérzékenységet, ami segíthet a vércukorszint szabályozásában [3].
- Gyulladáscsökkentés: Az időszakos böjtölés csökkentheti a szervezet gyulladásos folyamatait, ami hozzájárulhat a krónikus betegségek megelőzéséhez [4].
- Élettartam növekedése: Állatkísérletek arra utalnak, hogy a böjtölés növelheti az élettartamot, bár embereken még további kutatásokra van szükség [5].

#### Kockázatok:
Az időszakos böjt nem ajánlott mindenkinek, különösen azok számára, akik krónikus betegségekkel vagy evészavarokkal küzdenek. Mielőtt valaki belevágna egy ilyen étrendbe, érdemes konzultálni egy orvossal vagy táplálkozási szakemberrel [6].

#### Tudományos háttér:
Az időszakos böjt egyre nagyobb érdeklődést vált ki a tudományos közösségben. Több kutatás is foglalkozik azzal, hogyan hat a böjt az anyagcserére, a vércukorszintre és az általános egészségi állapotra. További kutatásokra van szükség annak megértéséhez, hogy ezek a hatások hosszú távon miként befolyásolják az emberi egészséget [7].